# Campeonato Sul-Americano de Corta-Mato de 1995
O 10º Campeonato Sul-Americano de Corta-Mato de 1995 foi realizado em Cali, na Colômbia, entre os dias 25 e 26 de fevereiro de 1995. Participaram da competição 60 atletas de cinco nacionalidades. Na categoria sênior masculino Vanderlei Cordeiro de Lima do Brasil levou o ouro, e na categoria sênior feminino Roseli Aparecida Machado do Brasil levou o ouro. 

## Medalhistas
Esses foram os campeões da competição. 
| Evento                   | Ouro                                | Ouro  | Prata                         | Prata | Bronze                             | Bronze |
| ------------------------ | ----------------------------------- | ----- | ----------------------------- | ----- | ---------------------------------- | ------ |
| Individual               |                                     |       |                               |       |                                    |        |
| Masculino sênior (12 km) | Vanderlei Cordeiro de Lima · Brasil | 33:04 | Herder Vásquez · Colômbia     | 33:08 | Emerson Iser Bem · Brasil          | 33:12  |
| Masculino júnior (8 km)  | Clodoaldo Gomes da Silva · Brasil   | 23:28 | Mauricio Ladino · Colômbia    | 23:30 | José Alirio Carrasco · Colômbia    | 23:31  |
| Masculino juvenil (4 km) | Claudinei Pereira Vitor · Brasil    | 12:04 | Wilmer Avendaño · Colômbia    | 12:12 | Jeison Vargas · Colômbia           | 12:14  |
| Feminino sênior (6 km)   | Roseli Aparecida Machado · Brasil   | 19:28 | Iglandini González · Colômbia | 20:03 | Solange Cordeiro de Souza · Brasil | 20:13  |
| Feminino júnior (4 km)   | Bertha Sánchez · Colômbia           | 13:40 | Gabriela Cevallos · Equador   | 13:54 | Fabiana Cristine da Silva · Brasil | 14:00  |
| Feminino juvenil (4 km)  | Yulina Asis · Colômbia              | 14:37 | Sara Nivicela · Equador       | 14:41 | Yolanda Fernández · Colômbia       | 14:42  |
| Equipe                   |                                     |       |                               |       |                                    |        |
| Masculino sênior         | Brasil                              | 13    |                               |       |                                    |        |
| Masculino júnior         | Brasil                              | 10    | Colômbia                      | 15    | Equador                            | 22     |
| Masculino juvenil        | Colômbia                            | 9     |                               |       |                                    |        |
| Feminino sênior          | Brasil                              | 8     | Colômbia                      | 16    |                                    |        |
| Feminino júnior          | Brasil                              | 12    | Colômbia                      | 22    |                                    |        |
| Feminino juvenil         | Colômbia                            | 8     |                               |       |                                    |        |

## Resultados da corrida

### Masculino sênior (12 km)
Individual
| Posição           | Atleta                     | Nacionalidade | Tempo |
| ----------------- | -------------------------- | ------------- | ----- |
| Medalha de ouro   | Vanderlei Cordeiro de Lima | Brasil        | 33:04 |
| Medalha de prata  | Herder Vásquez             | Colômbia      | 33:08 |
| Medalha de bronze | Emerson Iser Bem           | Brasil        | 33:12 |
| 4                 | Benedito Donizetti Gomes   | Brasil        | 33:19 |
| 5                 | Daniel Lopes Ferreira      | Brasil        | 33:46 |
| 6                 | José Orlando Guerrero      | Colômbia      | 33:53 |
| 7                 | Silvio Guerra              | Equador       | 34:16 |
| 8                 | Elenilson da Silva         | Brasil        | 34:40 |
| 9                 | Roberto Punina             | Equador       | 34:44 |
| 10                | William Roldán             | Colômbia      | 34:50 |

Equipe
| Posição                    | Equipe | Pontos |
| -------------------------- | --- | ------ |
| Medalha de ouro            | Brasil · \| Vanderlei Cordeiro de Lima \| 1 \| \| Emerson Iser Bem \| 3 \| \| Benedito Donizetti Gomes \| 4 \| \| (Daniel Lopes Ferreira) \| 5 \| \| (Elenilson da Silva) \| (8) \| | 13     |
| Vanderlei Cordeiro de Lima | 1 |        |
| Emerson Iser Bem           | 3 |        |
| Benedito Donizetti Gomes   | 4 |        |
| (Daniel Lopes Ferreira)    | 5 |        |
| (Elenilson da Silva)       | (8) |        |

* Nota: Os atletas entre parênteses não pontuaram para o resultado da equipe.

### Masculino júnior (8 km)
Individual
| Posição           | Atleta                    | Nacionalidade | Tempo  |
| ----------------- | ------------------------- | ------------- | ------ |
| Medalha de ouro   | Clodoaldo Gomes da Silva  | Brasil        | 23:28  |
| Medalha de prata  | Mauricio Ladino           | Colômbia      | 23:30  |
| Medalha de bronze | José Alirio Carrasco      | Colômbia      | 23:31  |
| 4                 | Paulo Vitor Lunkes        | Brasil        | 23:398 |
| 5                 | Marilson Gomes dos Santos | Brasil        | 23:55  |
| 6                 | Omar Aguirre              | Equador       | 24:06  |
| 7                 | Giovanny Romero           | Equador       | 24:14  |
| 8                 | Márcio da Silva           | Brasil        | 24:26  |
| 9                 | Charles Ludeza            | Equador       | 24:47  |
| 10                | Juvenal Vásquez           | Colômbia      | 25:05  |

Equipe
| Clodoaldo Gomes da Silva  | 1   |
| Paulo Vitor Lunkes        | 4   |
| Marilson Gomes dos Santos | 5   |
| (Márcio da Silva)         | (8) |

| Mauricio Ladino      | 2  |
| José Alirio Carrasco | 3  |
| Juvenal Vásquez      | 10 |

| Omar Aguirre    | 6 |
| Giovanny Romero | 7 |
| Charles Ludeza  | 9 |

* Nota: Os atletas entre parênteses não pontuaram para o resultado da equipe.

### Masculino juvenil (4 km)
Individual
| Posição           | Atleta                  | Nacionalidade | Tempo |
| ----------------- | ----------------------- | ------------- | ----- |
| Medalha de ouro   | Claudinei Pereira Vitor | Brasil        | 12:04 |
| Medalha de prata  | Wilmer Avendaño         | Colômbia      | 12:12 |
| Medalha de bronze | Jeison Vargas           | Colômbia      | 12:14 |
| 4                 | Ricardo Caicedo         | Colômbia      | 12:22 |
| 5                 | Diego Toro              | Colômbia      | 12:51 |
| 6                 | Wilfredo Ríos           | Colômbia      | 12:54 |
| 7                 | Leonardo Cantor         | Colômbia      | 12:59 |
| 8                 | Juan Toral              | Equador       | 13:00 |
| 9                 | Pedro González          | Colômbia      | 13:03 |
| 10                | Jovanny Baltan          | Colômbia      | 13:17 |

Equipe
| Posição           | Equipe | Pontos |
| ----------------- | --- | ------ |
| Medalha de ouro   | Colômbia · \| Wilmer Avendaño \| 2 \| \| Jeison Vargas \| 3 \| \| Ricardo Caicedo \| 4 \| \| (Diego Toro) \| (5) \| \| (Wilfredo Ríos) \| (6) \| \| (Leonardo Cantor) \| (7) \| \| (Pedro González) \| (9) \| \| (Jovanny Baltan) \| (10) \| | 9      |
| Wilmer Avendaño   | 2 |        |
| Jeison Vargas     | 3 |        |
| Ricardo Caicedo   | 4 |        |
| (Diego Toro)      | (5) |        |
| (Wilfredo Ríos)   | (6) |        |
| (Leonardo Cantor) | (7) |        |
| (Pedro González)  | (9) |        |
| (Jovanny Baltan)  | (10) |        |

* Nota: Os atletas entre parênteses não pontuaram para o resultado da equipe.

### Feminino sênior (6 km)
Individual
| Posição           | Atleta                    | Nacionalidade | Tempo |
| ----------------- | ------------------------- | ------------- | ----- |
| Medalha de ouro   | Roseli Aparecida Machado  | Brasil        | 19:28 |
| Medalha de prata  | Iglandini González        | Colômbia      | 20:03 |
| Medalha de bronze | Solange Cordeiro de Souza | Brasil        | 20:13 |
| 4                 | Maria Nascimento          | Brasil        | 20:16 |
| 5                 | Esneda Londoño            | Colômbia      | 20:25 |
| 6                 | Martha Tenorio            | Equador       | 20:43 |
| 7                 | María Calle               | Equador       | 20:48 |
| 8                 | Cecilia Rojas             | Colômbia      | 20:49 |
| 9                 | Miriam Pulido             | Colômbia      | 21:06 |
| 10                | María Inés Rodríguez      | Argentina     | 21:08 |

Equipe
| Roseli Aparecida Machado  | 1 |
| Solange Cordeiro de Souza | 3 |
| Maria Nascimento          | 4 |

| Iglandini González | 2   |
| Esneda Londoño     | 5   |
| Cecilia Rojas      | 8   |
| (Miriam Pulido)    | (9) |

* Nota: Os atletas entre parênteses não pontuaram para o resultado da equipe.

### Feminino júnior (4 km)
Individual
| Posição           | Atleta                    | Nacionalidade | Tempo |
| ----------------- | ------------------------- | ------------- | ----- |
| Medalha de ouro   | Bertha Sánchez            | Colômbia      | 13:40 |
| Medalha de prata  | Gabriela Cevallos         | Equador       | 13:54 |
| Medalha de bronze | Fabiana Cristine da Silva | Brasil        | 14:00 |
| 4                 | Helena dos Santos         | Brasil        | 14:05 |
| 5                 | Isabel Aparecida Boldo    | Brasil        | 14:11 |
| 6                 | Margoth Bonilla           | Colômbia      | 14:20 |
| 7                 | Valquíria Silva Santos    | Brasil        | 14:26 |
| 8                 | Julia Rivera              | Peru          | 14:29 |
| 9                 | Karina Moncayo            | Equador       | 14:31 |
| 10                | Erika Vivas               | Colômbia      | 14:38 |

Equipe
| Fabiana Cristine da Silva | 3   |
| Helena dos Santos         | 4   |
| Isabel Aparecida Boldo    | 5   |
| (Valquíria Silva Santos)  | (7) |

| Bertha Sánchez  | 1  |
| Margoth Bonilla | 6  |
| Erika Vivas     | 10 |

* Nota: Os atletas entre parênteses não pontuaram para o resultado da equipe.

### Feminino juvenil (4 km)
Individual
| Posição           | Atleta            | Nacionalidade | Tempo |
| ----------------- | ----------------- | ------------- | ----- |
| Medalha de ouro   | Yulina Asis       | Colômbia      | 14:37 |
| Medalha de prata  | Sara Nivicela     | Equador       | 14:41 |
| Medalha de bronze | Yolanda Fernández | Colômbia      | 14:42 |
| 4                 | Luz Mery Rojas    | Colômbia      | 14:48 |
| 5                 | Luz González      | Colômbia      | 14:49 |
| 6                 | Melisa Murillo    | Colômbia      | 15:03 |
| 7                 | Claudia Tangarife | Colômbia      | 15:08 |
| 8                 | Miriam da Silva   | Brasil        | 15:12 |
| 9                 | Moncia Grande     | Colômbia      | 15:17 |
| 10                | Ana Quintero      | Colômbia      | 15:41 |

Equipe
| Posição             | Equipe | Pontos |
| ------------------- | --- | ------ |
| Medalha de ouro     | Colômbia · \| Yulina Asis \| 1 \| \| Yolanda Fernández \| 3 \| \| Luz Mery Rojas \| 4 \| \| (Luz González) \| (5) \| \| (Melisa Murillo) \| (6) \| \| (Claudia Tangarife) \| (7) \| \| (Moncia Grande) \| (9) \| \| (Ana Quintero) \| (10) \| | 8      |
| Yulina Asis         | 1 |        |
| Yolanda Fernández   | 3 |        |
| Luz Mery Rojas      | 4 |        |
| (Luz González)      | (5) |        |
| (Melisa Murillo)    | (6) |        |
| (Claudia Tangarife) | (7) |        |
| (Moncia Grande)     | (9) |        |
| (Ana Quintero)      | (10) |        |

* Nota: Os atletas entre parênteses não pontuaram para o resultado da equipe.

## Quadro de medalhas
| Ordem | País     | Medalha de ouro | Medalha de prata | Medalha de bronze | Total |
| ----- | -------- | --------------- | ---------------- | ----------------- | ----- |
| 1     | Brasil   | 8               | 0                | 3                 | 11    |
| 2     | Colômbia | 4               | 7                | 3                 | 14    |
| 3     | Equador  | 0               | 2                | 1                 | 3     |
|       | TOTAL    | 12              | 9                | 7                 | 28    |

* Nota: O total de medalhas incluem  as competições individuais e de equipe, com medalhas na competição por equipe contando como uma medalha.

## Participação
De acordo com uma contagem não oficial, participaram 60 atletas de cinco nacionalidades.
| - Argentina (1) - Brasil (18) | - Colômbia (29) - Equador (11) | - Perú (1) |